# Wegenerskopf
Der Wegenerskopf ist mit 587,1 m ü. NN die höchste Erhebung des Höhenzugs Ramberg, einem Granitmassiv im Harz im sachsen-anhaltischen Landkreis Harz. 

## Geographische Lage
Der Wegenerskopf befindet sich im Naturpark Harz/Sachsen-Anhalt ostnordöstlich des Dorfs Friedrichsbrunn, einem südlichen Ortsteil der Stadt Thale. Seine höchste Stelle liegt im Westen des Naturschutzgebiets Spaltenmoor. Am oder nahe der Erhebung entspringen der Friedenstalbach im Südosten, der Kleiner Uhlenbach im Südwesten und der Wurmbach im Nordwesten.
Etwa 180 m westnordwestlich des Gipfels steht ein Sendeturm. Einiges weiter in dieser Richtung zweigt unmittelbar nordöstlich von Friedrichsbrunn die nach Thale führende Landesstraße 240 von der L 239 (Güntersberge–Friedrichsbrunn–Bad Suderode) ab. Rund 2,3 km südsüdöstlich vom Gipfel des Wegenerskopf, der gemächlich in dieser Richtung abfällt, liegt oberhalb des Friedenstalbachs die Burgruine Erichsberg und etwa 1,8 km ostsüdöstlich befindet sich die Viktorshöhe (581,5 m ü. NN).